# Sawadapenthes
Sawadapenthes là một chi bọ cánh cứng trong họ 
Elateridae.
Chi này được miêu tả khoa học năm 1970 bởi Ôhira.

## Các loài
Các loài trong chi này gồm:
- Sawadapenthes amami (Kishii, 1959)
- Sawadapenthes himalayansis Schimmel, 2004
- Sawadapenthes nepalensis Schimmel, 2004
- Sawadapenthes rugosus Schimmel, 2004